# Francesco Coco (militare)
Francesco Coco (Genova, 1913 – Tobruch, 30 novembre 1941) è stato un militare italiano, insignito della medaglia d'oro al valor militare alla memoria nel corso della seconda guerra mondiale.

## Biografia
Nacque a Genova nel 1913, in una patriottica famiglia siciliana, figlio di Giuseppe. Dopo aver compiuti gli studi classici nel Liceo classico statale Nicola Spedalieri di Catania, nell'ottobre 1933 iniziò a frequentare la Regia Accademia Militare di fanteria e Cavalleria di Modena, da cui uscì nel 1935 con il grado di sottotenente in servizio permanente effettivo assegnato all'arma di fanteria. Frequentata la Scuola di applicazione di Parma, fu assegnato in servizio al 28º Reggimento fanteria della 17ª Divisione fanteria "Pavia". Promosso tenente nell'ottobre 1937, nell'agosto 1939 partiva con il suo reggimento per la Libia. Dopo l'entrata in guerra del Regno d'Italia, avvenuta il 10 giugno 1940, partecipò alle prime operazioni di guerra. Ammalatosi e ricoverato presso l'ospedale militare della Busetta, raggiungeva nuovamente il suo reggimento allora impegnato nella difesa di Tobruk. Comandante della 3ª Compagnia fucilieri, durante la lunga permanenza in linea, mai interrotta anche se affetto da febbri, ricevette un encomio solenne dal comando del suo reggimento. Cadde in combattimento il 30 novembre 1941 e fu decorato con la medaglia d'oro al valor militare alla memoria.

### Fonti
1. 1 2 3 4 5 6 7 8  Combattenti Liberazione.
2. 1 2 3  Gruppo Medaglie d'Oro al Valor Militare 1965, p. 747.
3. ↑   Medaglia d'oro al valor militare Coco, Francesco, su quirinale.it, Quirinale. URL consultato l'11 luglio 2021.